# Crotophaga sulcirostris
L'ani beccosolcato (Crotophaga sulcirostris Swainson, 1827) è un uccello della famiglia Cuculidae.

## Distribuzione e habitat
Questo uccello vive in Nord e Centro America, dagli Stati Uniti fino a Panama, ad Aruba e le Antille Olandesi, e in parte del Sud America (Colombia, Venezuela, Ecuador, Brasile, Perù, Argentina e Cile).

## Tassonomia
Crotophaga sulcirostris ha due sottospecie, una delle quali estinta:
- Crotophaga sulcirostris sulcirostris
- Crotophaga sulcirostris pallidula †